# NGC 64
NGC 64 је спирална галаксија у сазвежђу Кит која се налази на NGC листи објеката дубоког неба.
Деклинација објекта је - 6° 49' 30" а ректасцензија 0h 17m 30,3s. Привидна величина (магнитуда) објекта NGC 64 износи 13,2 а фотографска магнитуда 14,0. NGC 64 је још познат и под ознакама MCG -1-1-68, IRAS 00149-0706, PGC 1149.